# Aleksandra Cipka
Aleksandra Tadić Stojićević poznata pod umetničkim imenom Aleksandra Cipka, je srpska pevacica rođena je 29. oktobra 1992. godine u Šapcu. 
Širu pažnju javnosti privukla je učešćem u popularnom muzičkom takmičenju Zvezde Granda 2018/2019, gde se izdvojila snažnim vokalom, specifičnom energijom i scenskim nastupom. Iako nije odnela pobedu, takmičenje joj je otvorilo vrata muzičke karijere, nakon čega je nastavila da gradi prepoznatljiv muzički stil. Poznata je po emotivnim interpretacijama, savremenom muzičkom izrazu i bliskom kontaktu s publikom.

## Detinjstvo i mladost
Aleksandra Tadić Stojićević rođena je u selu Majur, nadomak Šapca, gde je odrasla kao jedino dete u braku svojih roditelja – oca Rada, mašinskog tehničara, i majke Snežane, medicinske sestre. U detinjstvu je provodila mnogo vremena sa bakom Živanom i dekom Pavlom, koji su joj bili bliski uzori. Takođe ima polusestru Andrijanu Perić, iz majčinog prvog braka, koja živi u Loznici.
Završila je osnovnu školu „Majur“ u svom rodnom selu Majur. Nakon toga, upisala je Srednju medicinsku školu „Dr Andra Jovanović“ u Šapcu, gde je stekla zvanje laboratorijskog tehničara.

## Privatni život
Nebojšu je upoznala 2011. godine, a krajem iste godine započeli su svoju ljubavnu vezu. Dugogodišnju vezu krunisali su brakom 29. novembra 2022. godine. Nakon 13 godina zajedničkog života, Nebojša je preminuo 16. maja 2024. godine od posledica srčanog udara.
Cipka je ubrzo nakon njegovog upokojenja ponovo nastavila da peva u njegovu čast i u znak zahvalnosti za svu podršku koju joj je davao u njenom poslu.
On iza sebe ima brak sa prvom ženom Jelenom, sa kojom ima dve ćerke: Andreu i Lenu. Nebojša i Aleksandra nisu mogli da imaju decu, ali su se zato posvetili obema Nebojšinim ćerkama.

Kako je Cipka navodila u intervjuima, Nebojša je njena prva, poslednja i jedina ljubav u životu. Često su se suočavali sa osudama okoline zbog razlike u godinama, ali to njima nije predstavljalo problem. Verovali su da prava i istinska ljubav uvek pobeđuje.U Nebojšin čast, Cipka je snimila nekoliko pesama i naglasila da će njihova ljubav večno živeti i kroz njene pesme. 
„Živim i pevam za mog Nebojšu, moju podršku, mog idola i večnu ljubav! JAČI SMO OD SUDBINE!!!”
– Aleksandra Cipka (maj 2024) 

## Muzički počeci
Prvi nastup imala je u Šapcu 2009. godine, nakon čega su se roditelji usprotivili i nisu joj dali da peva dok ne završi školovanje i fakultet. Aktivno je nastavila da peva od 2010. godine, tokom školovanja, sa lokalnim bendovima.
Dugo nije želela da se afirmiše, ne smatravši sebe dovoljno dobrom i spremnom za takav način života. Sve do smrti bake 2017. godine, koja je bila okidač da ispuni svoju želju i počne da snima svoje pesme i pojavljuje se na televiziji.
Na takmičenje „Zvezde Granda“ prijavila se 2018. godine i iste godine stigla do finala. 2019. godine izbacila je pesmu „Karta za sreću“, koja je, kako kaže, njena jedina autobiografska pesma.